# Cadillac XT5
Cadillac XT5 — среднеразмерный кроссовер класса люкс компании Cadillac, подразделения General Motors. Был представлен в 2015 году на автосалоне в Лос-Анджелесе и Дубае. Кроссовер заменил в модельном ряду модель SRX.
Серийное производство происходит на заводе в Спринг-Хилл, штат Теннесси. Также собирается в Китае на совместном предприятии SAIC-GM. Машины для российского рынка также производятся на заводе в Спринг-Хилл, штат Теннесси и импортируются напрямую.

## Описание
XT5 в США оснащается 3,6-литровым V6, мощностью 310 л. с. (231 кВт). В Китае XT5 2,0-литровым 4-цилиндровым двигателем с турбонаддувом мощностью 258 л. с. (192 кВт), так же имеется гибридная версия, агрегаты кроссовера работают по схеме «mild hybrid» — электромотор подключается только при необходимости резкого ускорения.
XT5 доступен как с передним, так и с полным приводом.
В 2017 году получил гибридную версию силовой установки.
В 2019 году был произведен рестайлинг модели.

В 2025 анонсирован выход полностью обновленной модели.